# Senoni

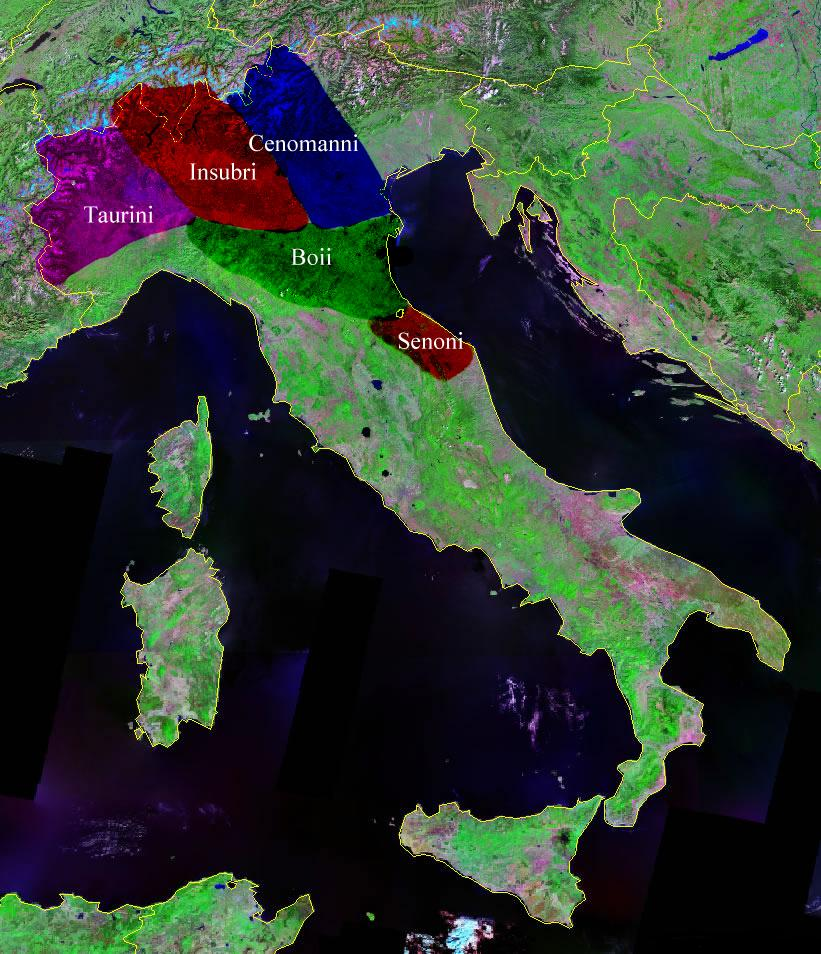
Území Senonů usazených na Apeninském poloostrově

Senoni (starořecky: Σήνωνες) byl starověký keltský kmen, který v druhé polovině tisíciletí př. n. l. obýval Apeninský poloostrov a je známý také z období galských válek.

## Senoni v Itálii
Podle legendy se tento kmen připojil k Bellovesově migraci do Itálie, společně s Aedui, Ambarry, Arverny, Aulerky a Carnuty. V roce 400 př. n. l. překročili Alpy a postupovali na jih k území kmene Umbrů, aby se usadili na východním pobřeží Itálie mezi městy Forlì, Ancona a Terni, kde založili město Sena Gallica, které se stalo jejich hlavním městem. V roce 391 př. n. l. pod vedením Brennuse napadli území Etrusků a obléhali Clusium. Obyvatelé města apelovali na Řím, jehož zásah posléze vedl ke konfliktu, který vyvrcholil 18. července 390 př. n. l. porážkou Římanů v bitvě na řece Allia. Po více než 100 let mezi Senony s Římany vznikaly konflikty, až v roce 283 př. n. l. byli z Apeninského poloostrova vyhnáni konzulem Corneliem Dolabellou. V Itálii již o nich nebyla zmínka. Je možné, že se stali součástí galských gangů, které pobývaly v Podunají, Makedonii a Malé Asii.

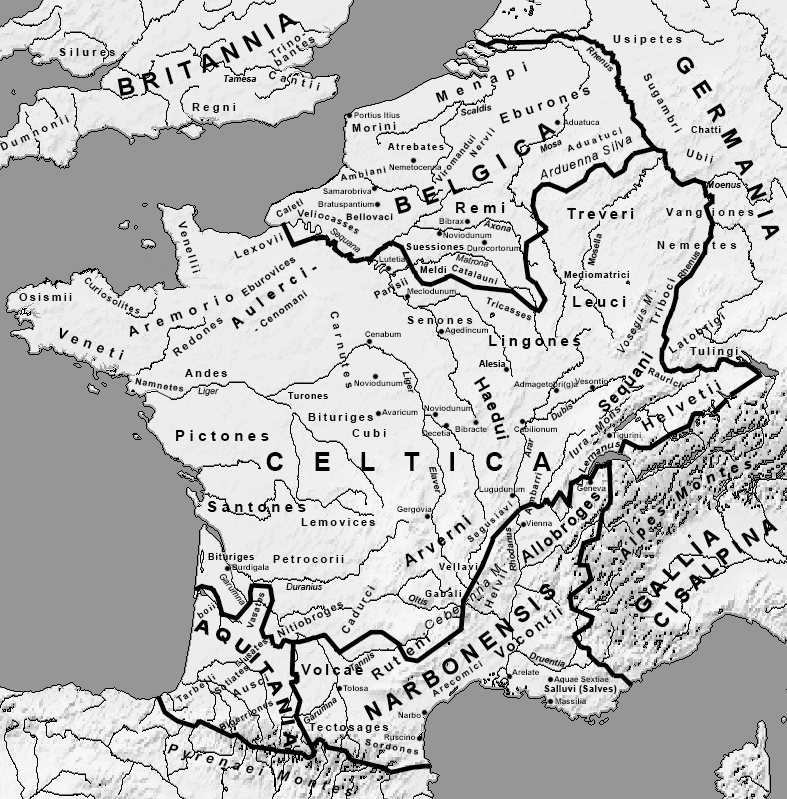
Území Senonů usazených v Galii

## Senoni v Galii
Část kmene Senonů (nebo jiný kmen stejného jména) byl usazený v okolí dnešních francouzských departementů Seine-et-Marne, Loiret a Yonne. V letech 54–51 př. n. l. byli zapojeni do galských válek Julia Caesara, v nichž spolu s treverským vůdcem Indutiomarem obléhali zimní tábory Tita Labiena a následující rok se angažovali v bitvě u Lutetie. Po galských válkách Senoni zmizeli z dějin. V pozdější době se pravděpodobně smísili s obyvateli římské provincie Gallia Lugdunensis. Jejich hlavním městem bylo Agedincum (později Senones a dnes Sens), dalšími založenými městy byly Metiosedum, (dnešní Melun, podle A. Holdera spíše Meudon) a Vellaunodunum, jehož lokace je nejistá (pravděpodobně Château-Landon). Založili i Senj v dnešním Chorvatsku.